# Élorn
Pour les articles homonymes, voir Élorn (homonymie).
L’Élorn (Elorn en breton) est un fleuve côtier du département du Finistère en région Bretagne, qui se jette dans la rade de Brest qui communique avec l'océan Atlantique. L’Élorn sépare les pays bretons du Léon, au nord, de la Cornouaille au sud. C'est l'un des derniers cours d'eau français où la pêche du saumon est toujours possible, grâce aux efforts faits depuis des décennies par les associations de préservation du milieu aquatique [réf. nécessaire].

## Géographie
Dénommé autrefois Dourdun ou Dourdu (« Eau profonde » ou « Eau Noire »), de 56,4 km de longueur, l'Élorn prend sa source dans les monts d'Arrée, à 1,5 km au nord-nord-est du Tuchen Kador, et se jette dans la rade de Brest après avoir traversé plusieurs petites villes, dont Sizun et Landivisiau. Ce cours d'eau est le berceau de la légende du Dragon de l'Élorn. La partie maritime du fleuve s'arrête à Landerneau où le pont de Rohan, pont habité, empêche la navigation en amont. En remontant plus le cours d'eau, on croise le château de La Roche-Maurice et des moulins abandonnés. De nombreuses propriétés de famille habitées par des Brestois bordent ses rives maritimes (Park an Coat, le Frout, Beau Repos, le Petit Manoir de Poul ar Velin). À marée basse, la vase est au rendez-vous, à marée haute, la mer entre dans la campagne.

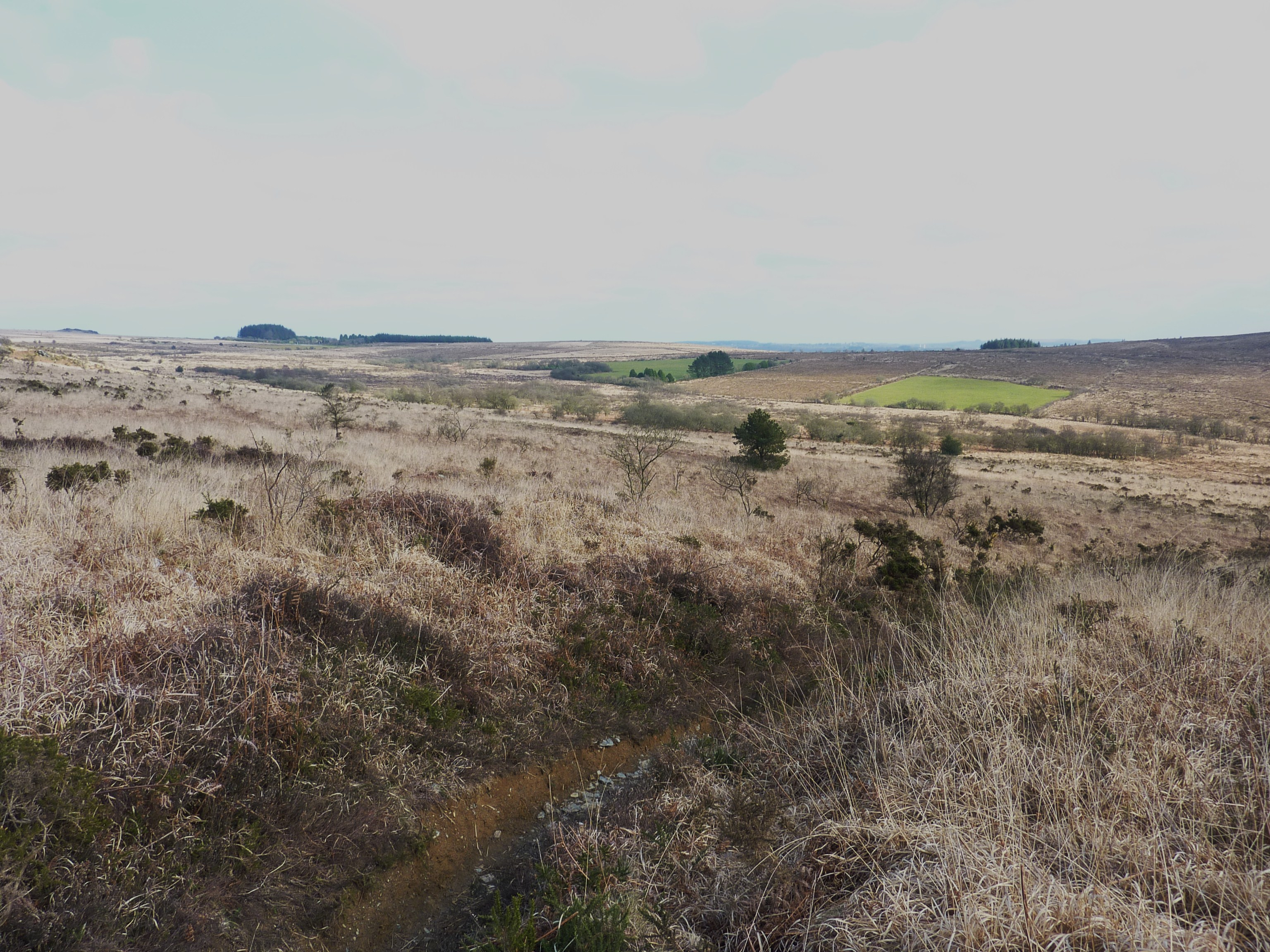
Le bassin amont de l'Élorn vu en venant de Croas Melar et en direction de Croix-Cassée (en Botmeur).
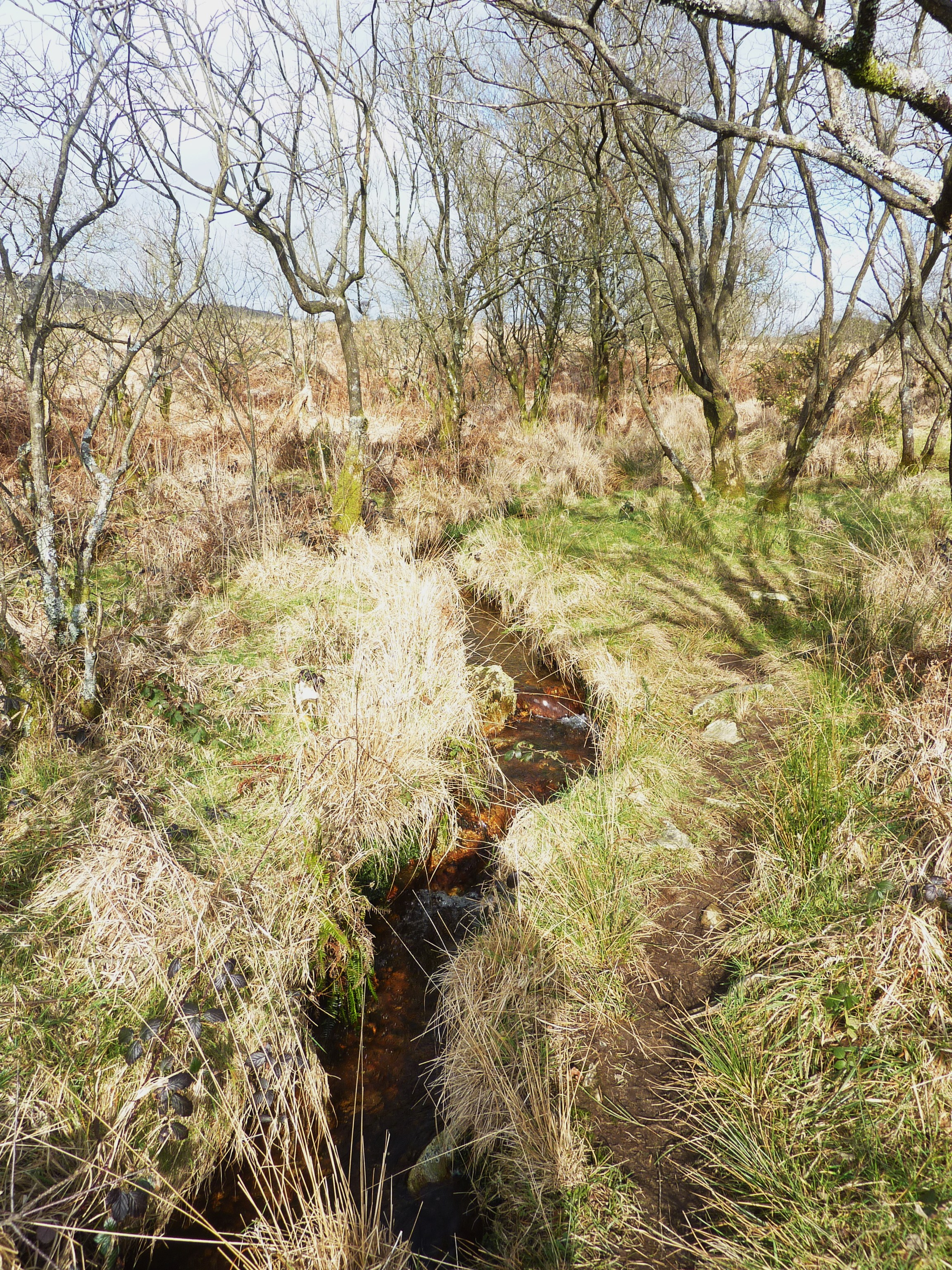
L'Élorn près de sa source (limite communale Commana-Sizun, section de Saint-Cadou).
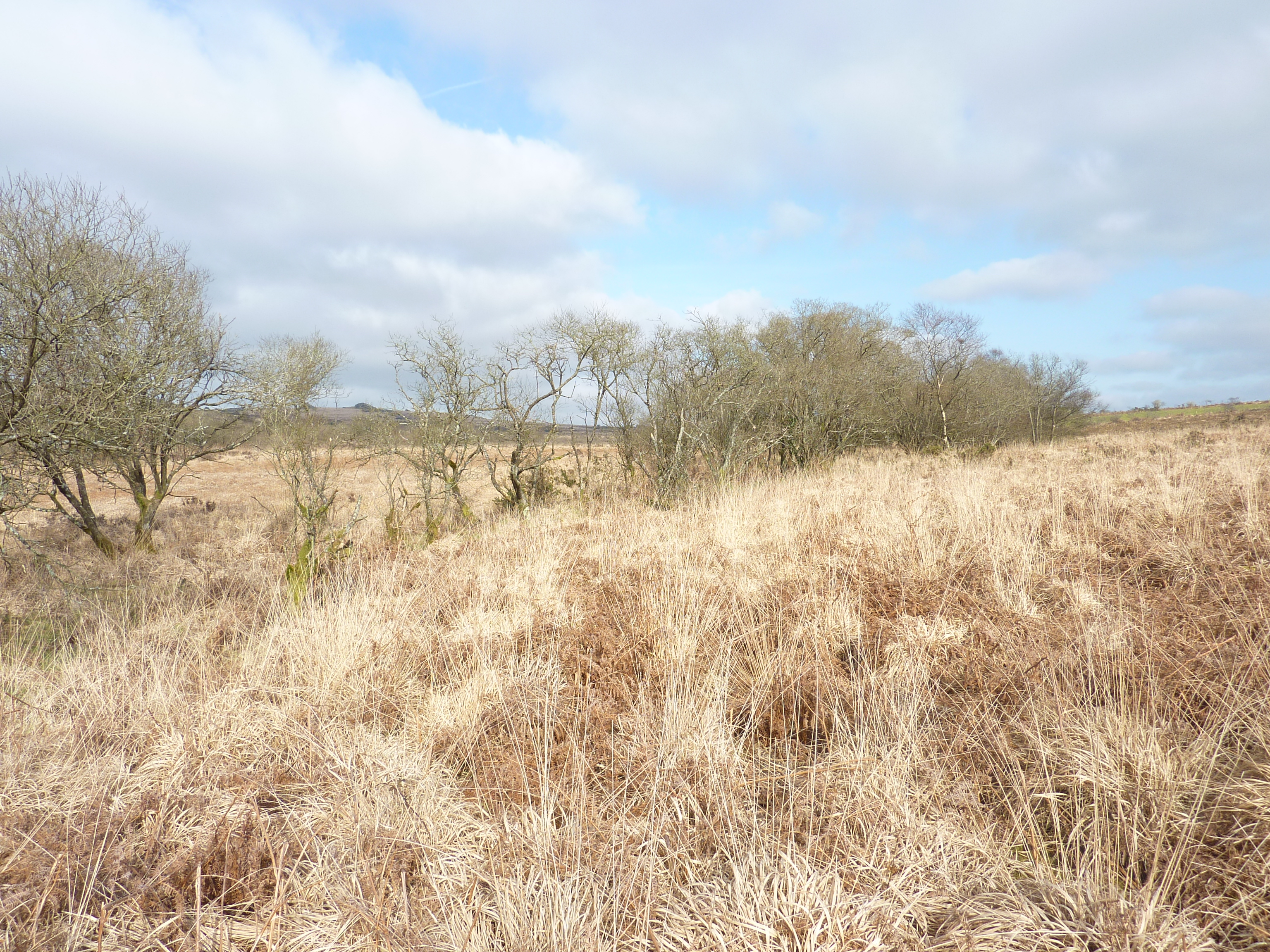
Saules marquant le tracé de l'Élorn tout près de sa source.

Adolphe Joanne et Élisée Reclus décrivaient ainsi l'Élorn au début du XXe siècle :

« L'Élorn dut une certaine importance à ce que, dans l'ancienne Bretagne, il séparait le Léonais au nord du pays de Cornouaille au sud. Il débute dans le même pays que le fleuve Penzé et la rivière Élez, près de la roche la plus haute de la montagne d'Arrée et, dirigé vers le nord-ouest, puis le nord, semble d'abord destiné à s'engloutir dans la Manche aux environs de Saint-Pol-de-Léon ; il serpente devant le bourg de Sizun, puis tourne à l'ouest au bas du plateau qui porte le bourg de Landivisiau, croise le chemin de fer de Paris à Brest, se ploie au sud-ouest, direction définitive, et arrive à Landerneau, corruption du breton Lann-Élorn (« pays de L'Élorn ») : ici, en aval de deux ponts de chemin de fer (lignes de Paris à Brest et de Landerneau à Quimper), l'Élorn, qui n'est qu'un ruisseau de 6 mètres de largeur, devient, sous le nom de « Rivière de Landerneau », un estuaire de 200 à 500 mètres, puis de 500 à 1 000 mètres d'ampleur, long de 14 kilomètres, assez profond pour que les navires d'un tirant d'eau de 3 mètres montent jusqu'à Landerneau (4 mètres en grande marée) ; ce bras de mer débouche dans la rade à 6 km à l'est de Brest. Estuaire compris, l'Élorn a 50 kilomètres de long, au moins, en un bassin de 27 236 hectares jusqu'à Landerneau, de 37 000 ha environ jusqu'à la rade. »

Juste avant son débouché dans la rade de Brest, l'estuaire de l'Élorn est franchi par le pont Albert-Louppe et le pont de l'Iroise, qui permet à la voie express RN 165 en direction de Quimper et Nantes de le franchir.

## Navigabilité

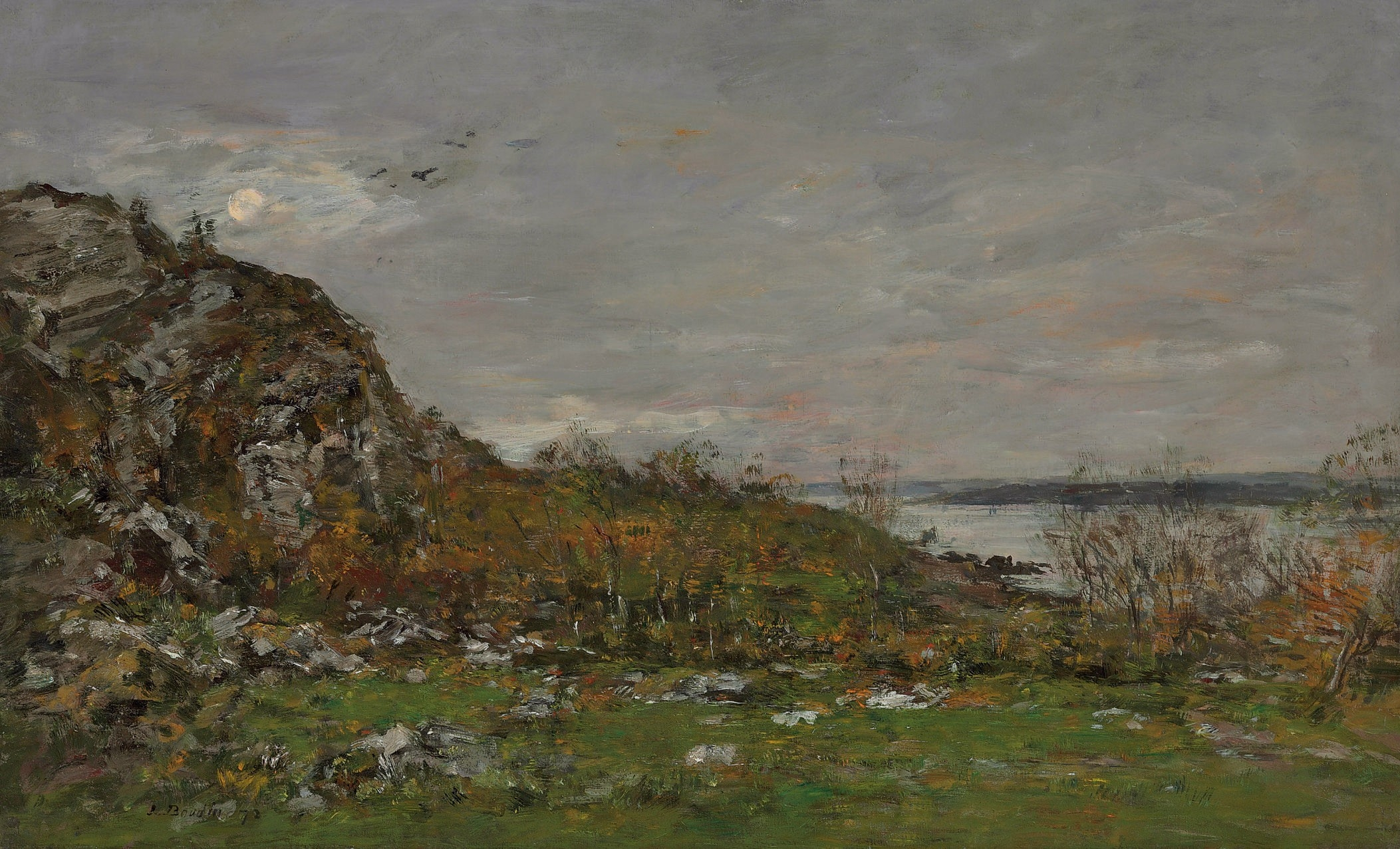
Embouchure de l'Élorn aux environs de Brest
Eugène Boudin, 1872
Collection privée vente 2018

Les conditions de navigation sur l'Élorn ont toujours été difficiles, l'accès au port de Landerneau n'étant possible qu'à marée haute et pour les bateaux de faible tirant d'eau. Même accéder au Bassin des Bois de l'Anse de Kerhuon et à la Pyrotechnie de Saint-Nicolas n'était pas chose aisée :

« La Rivière de Landerneau n'est pas accessible aux navires du plus fort tirant d'eau. Elle n'est navigable à mer basse pour les navires de 4 mètres de tirant d'eau que jusqu'au nord de la chapelle Saint-Jean de Plougastel ou même jusqu'à l'Anse de Kerhuon (contenant les bois de construction de la Marine) à cause de l'étroitesse du  chenal. L'entrée en est même diminuée par la « Basse Sainte-Barbe » (1,30 m à marée basse) et par les « Bancs de Keraliou » sur le côté sud de la Rivière, par le travers de l'Anse du Moulin-Blanc. »

L'arrêt en 2010 de l'exploitation du Penfoul, un sablier dont le passage régulier permettait de dévaser quelque peu le chenal, a aggravé les problèmes de navigabilité. L'accès au port de Landerneau  ("l'art de s'échouer") est de plus en plus difficile : une fois à quai, il faut attendre que le niveau de l'eau baisse, afin de pouvoir lâcher un peu les amarres et permettre au bateau de s'échouer ; pour repartir, il faut attendre la marée haute.
Accéder au port de Landerneau n'est pas simple : il ne faut pas oublier de vérifier les horaires et coëfficients de marée (2 heures avant et 2 heures après la pleine mer de Brest avec un coefficient minimum de 80) ; le port de plaisance, situé en centre-ville, dispose d'une dizaine de places.

## Hydrologie

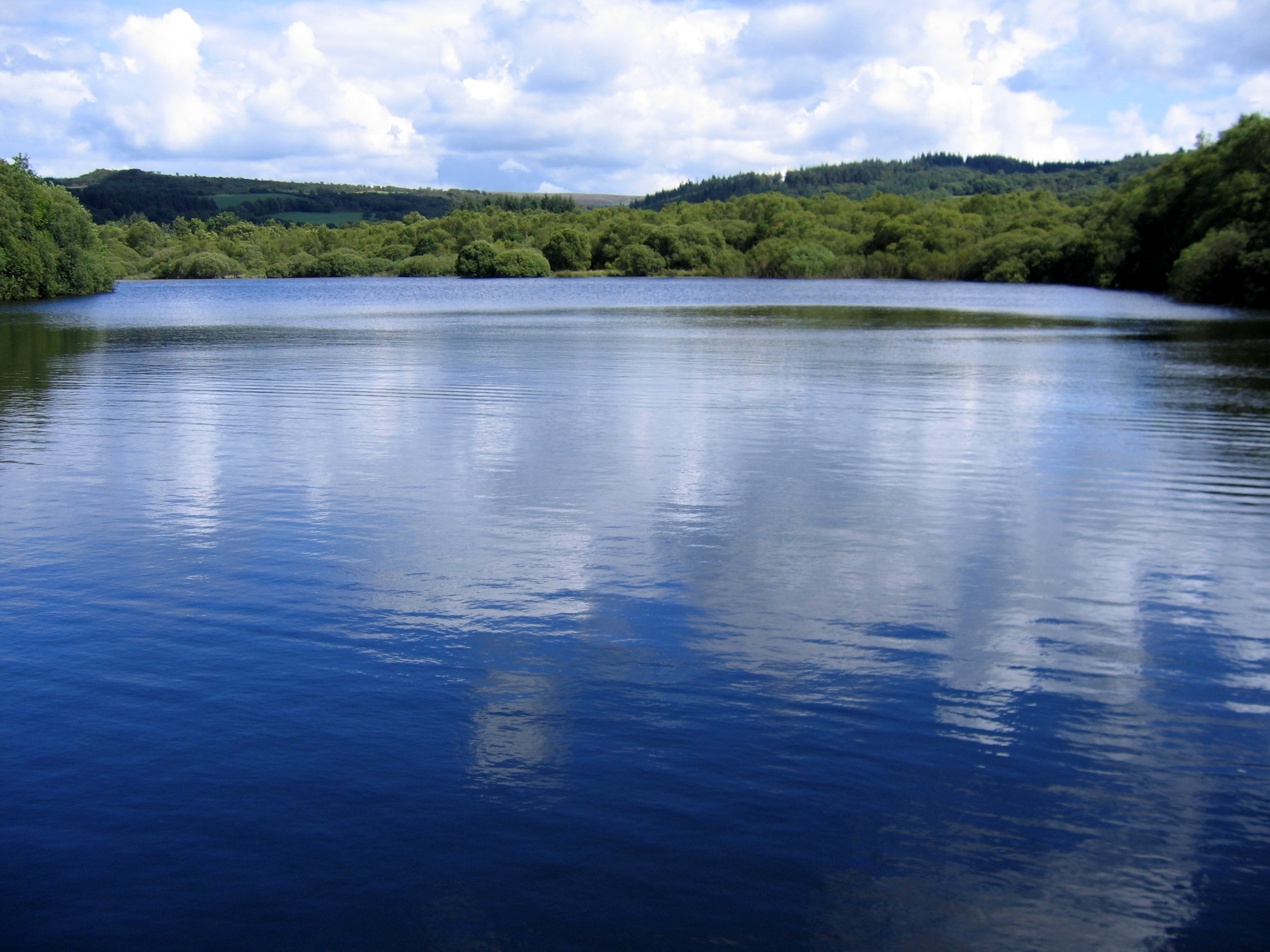
Le lac de retenue du Drennec, sur le territoire des communes de Commana et Sizun.

Le débit spécifique de l'Élorn est de 21,4 l/s/km2 à Plouédern. Le débit maximal instantané a été mesuré le 12 décembre 2000 à 19 h 5 et était de 127 m3 s−1. Cette valeur est supérieure à la valeur attendue pour une crue cinquantennale (crue ne survenant statistiquement que tous les 50 ans) puisque celle-ci est de 110 m3 s−1. La lame d'eau écoulée dans son bassin  versant annuellement y est de 679 mm, valeur comparable à celle des autres bassins versants de la partie occidentale de la péninsule bretonne.
Désormais, depuis la construction du barrage du Drennec qui retient une partie des eaux dans le lac de retenue du Drennec, le régime hydrographique de l'Élorn a été modifié par l'action de l'homme, puisque le débit en sortie de barrage est régulé selon les besoins de prélèvement de la station de pompage de Pont Ar Bled (commune de Plouedern), qui alimente environ 350 000 Finistériens en eau potable.

## Affluents
Les principaux affluents de l'Élorn sont :
- rive droite :
  - le Quillivaron,
  - l'An Dour Kamm,
  - le Dour ar Men Glaz,
  - le Stain,

- rive gauche :
  - le Morbic (d),
  - le Kan an Aod,
  - la rivière de Kerhuon.

## Liste des communes traversées
Les communes traversées par l'Élorn sont, d'amont en aval :

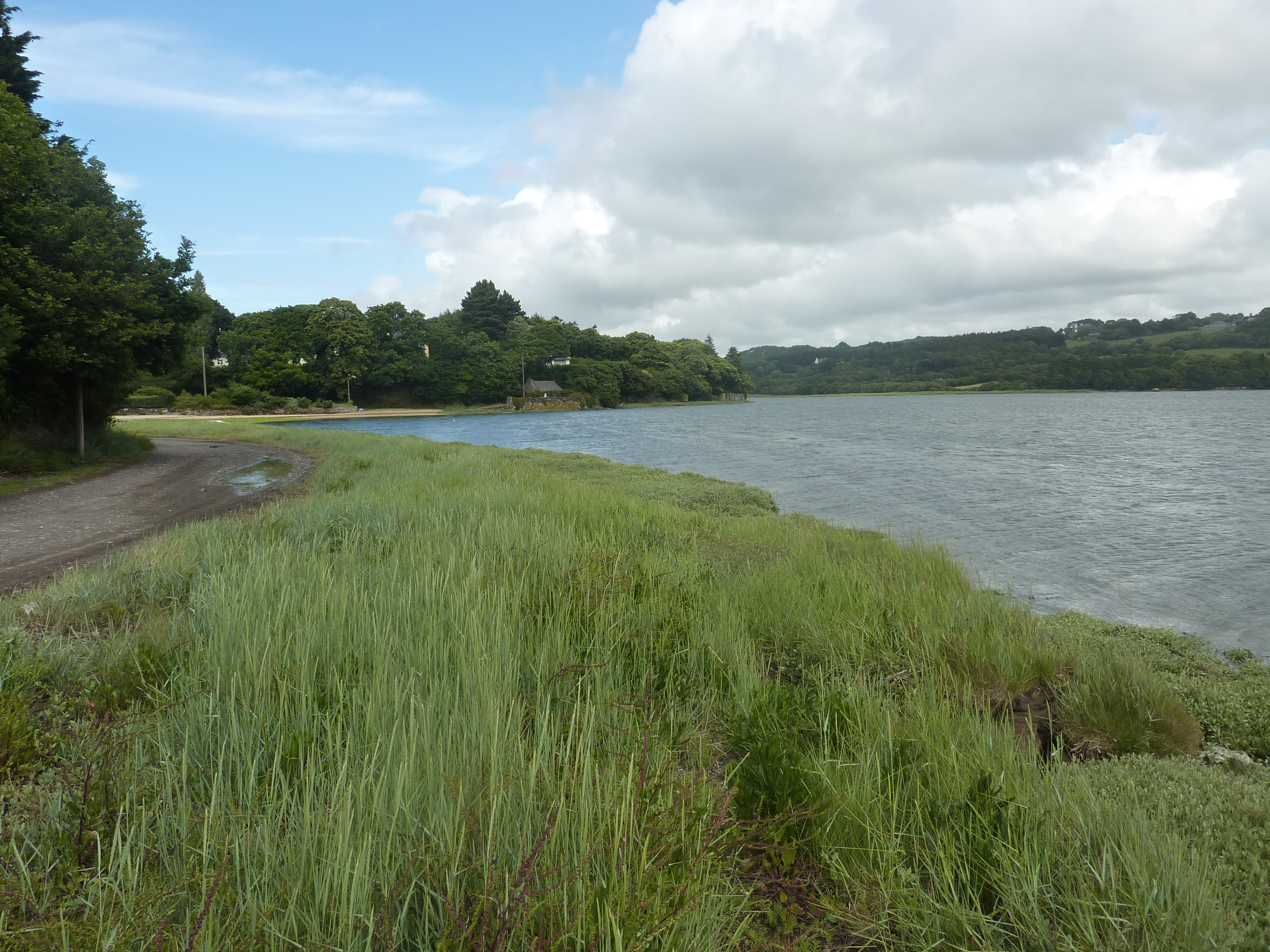
La Forest-Landerneau, l'Anse du château en bordure de l'Élorn (vue côté amont).

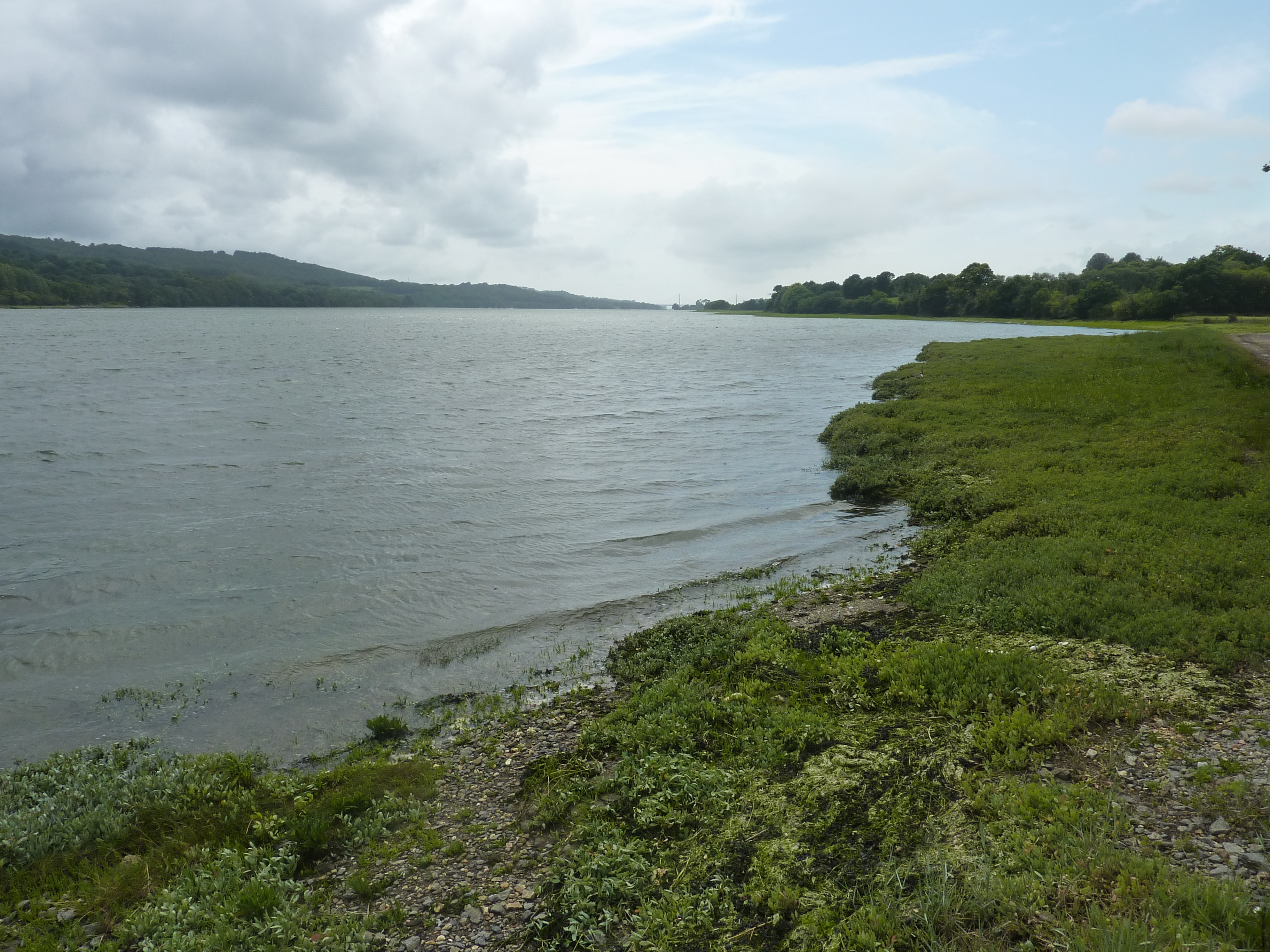
La Forest-Landerneau, l'Anse du château en bordure de l'Élorn (vue côté aval).

- Commana, Sizun, Ploudiry, Locmélar, Loc-Eguiner, Lampaul-Guimiliau, Landivisiau, Bodilis, Ploudiry, Saint-Servais, La Roche-Maurice, Plounéventer, Plouédern, Pencran, Landerneau.

Y ajouter en bordure de la « Rivière de Landerneau » (partie maritime correspondant à l'estuaire) :
- sur la rive droite :
  - La Forest-Landerneau, Guipavas, Le Relecq-Kerhuon ;
- sur la rive gauche :
  - Dirinon, Loperhet, Plougastel-Daoulas.

L'Élorn se jette dans la rade de Brest ; juste à son embouchure se trouvent les deux ponts construits au XXe siècle pour permettre son franchissement : le pont Albert-Louppe, désormais ouvert seulement aux piétons et aux cyclistes, et le pont de l'Iroise qui supporte la voie express route nationale 165 Brest-Quimper-Nantes.

## Légende de l'Élorn

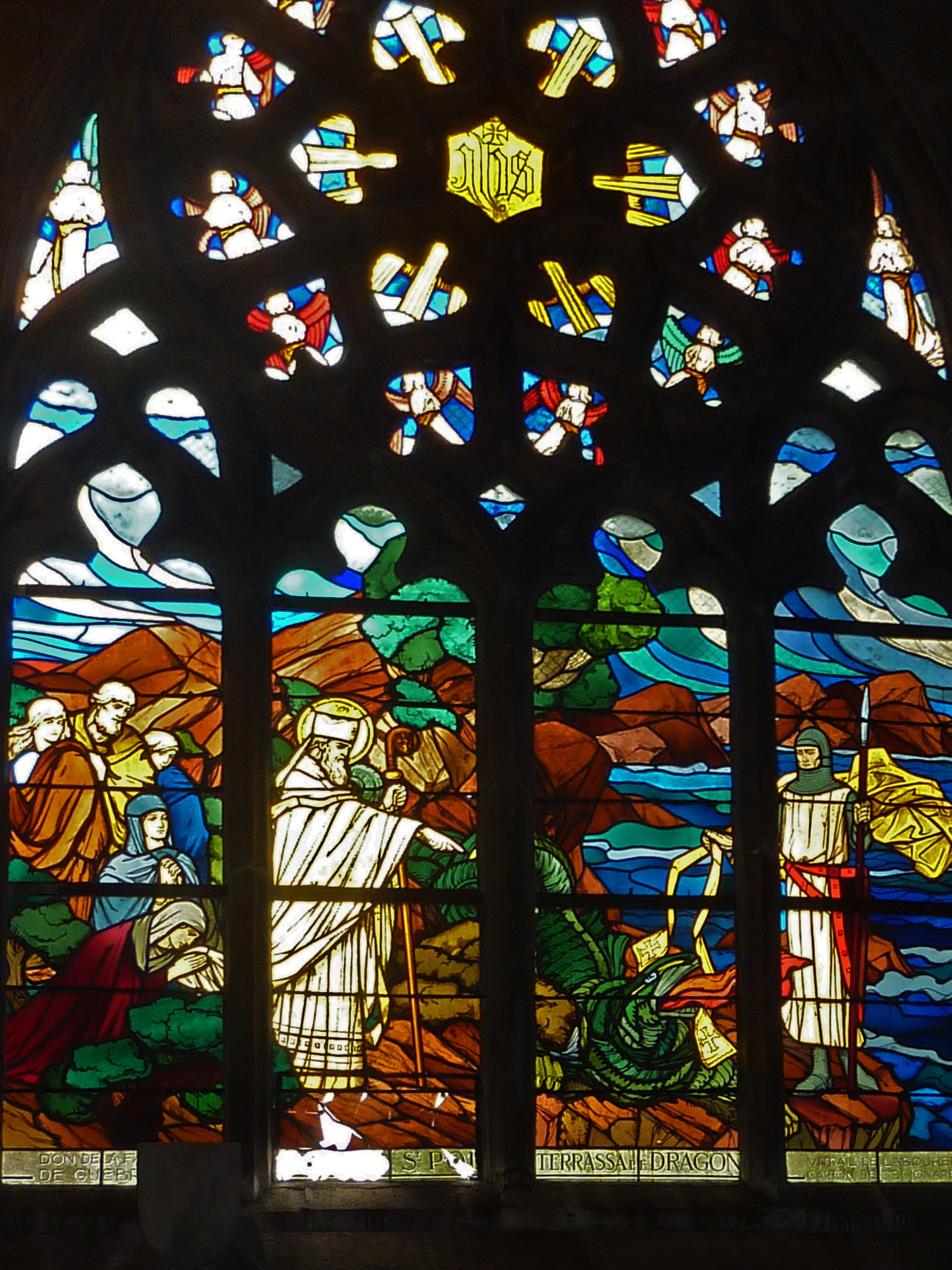
La Cathédrale Saint-Paul-Aurélien de Saint-Pol-de-Léon : vitrail (saint Paul Aurélien terrassant le dragon de l'Élorn) → non dans ce cas il s'agit du dragon de l'île de Batz et pas celui de l'Élorn.

Deux chevaliers revenant de Terre sainte, Néventer et Derien, sauvent le seigneur d'un château, dénommé Élorn, qui s'est jeté dans le fleuve désespéré parce que presque toute sa famille a été dévorée par un dragon qui menace de s'en prendre aussi à son fils adolescent nommé Riok. Le prince Élorn aurait par la suite donné son nom au cours d'eau.

## Anecdotes
Un Pétrolier Militaire des Forces navales françaises libres sur lequel en avril 1943 le Premier Maître Jean Gabin s'est engagé comme canonnier chef de pièce, portait le nom de Élorn.